# Bootanelleus pax
Bootanelleus pax är en stekelart som först beskrevs av Girault 1915.  Bootanelleus pax ingår i släktet Bootanelleus och familjen gallglanssteklar. Inga underarter finns listade.